# 7 самураев
7 самураев (яп. サムライ7 Samurai 7) — аниме-ремейк фильма Акиры Куросавы «Семь самураев», снятый к 50-летию оригинала.
Согласно опросу, проведённому в 2007 году Агентством по делам культуры, занимает 45-е место среди лучших аниме всех времён.
Фильм был озвучен на русском языке студией «Камертон» и издан на DVD компанией MC Entertainment.

## Сюжет и История
Альтернативная Япония. Отдалённое будущее. Эпоха Войн Самураев сменяется эпохой Торговцев. Войну сменяет Мир, но не нашедшие себе в нём место меха-самураи выбирают для себя путь сопротивления ему, объединяясь в отряды Бандитов (яп. 野伏せり нобусэри), и грабя и всячески притесняя крестьян. Доведённые до отчаяния Бандитами жители небольшой деревушки Канна отправляют в ближайший крупный город Когакё гонцов в поисках защиты. Ими станут юная жрица воды Кирара, за которой увяжется её маленькая сестрёнка Комати и молодой крестьянин Рикити. Однако, деревне нечего предложить самураям, кроме риса и крова над головой, и все надежды возлагаются на чутьё девушки и удачу.
В Когакё они знакомятся с юным самураем Окамото Кацусиро, и, хотя он и предлагает свою помощь, жрица не признаёт его подходящим для такой работы. Вскоре они становятся свидетелями уличной стычки, разрешить которую помогает опытный самурай Симада Камбэй. Однако, он сразу отказывает им в помощи, и только после спасения Кирары из рук молодого наследника Когакё торговца Укё и ряда наблюдений и размышлений он даст своё согласие. В той же стычке им встретится меха-самурай Кикутиё, который сам вызовется идти защищать крестьян.
Симада Камбэй становится главой сопротивления, и именно он назовёт число «7» — необходимое количество опытных самураев для обороны Канны. К сопротивлению присоединятся самураи Катаяма Горобэй, Хаясида Хэйхати, Ситиродзи и Кюдзо. Позднее, Камбэй признает Кикутиё и Кацусиро также членами Семёрки.
Но никто не может заранее предсказать, чем закончится маленькое противостояние крестьян глухой деревушки и Бандитов — для каждого героя в отдельности и всей страны в целом.

## Персонажи

### Самураи
Симада Камбэй (яп. 島田勘兵衛 Симада Камбэй:) — Стержень Семёрки. Самый старший и опытный самурай в команде. В Последней Войне вместе с верным напарником Ситиродзи прикрывал отступление остатков их армии, вдвоём они штурмовали Столицу в качестве отвлекающего манёвра. Вероятно — один из Офицеров Старшего Состава. Превосходный воин, не нашедший себя после окончания Последней Войны. Последующие 5 лет странствовал по стране. Чуткий руководитель, внимательно относящийся к другим самураям и не только, понимающий причинно-следственные связи их поступков. Уважает чужой выбор и не вмешивается без объективной необходимости. Умеет поставить для каждого подходящую задачу в общем деле. Прекрасный командующий, умеющий точно и верно оценить боевую ситуацию и найти выход из любого положения. По его же мнению — проигрывает все свои сражения (однако, эту фразу стоит рассматривать в иносказательном смысле).
Сэйю: Масаки Тэрасома
Окамото Кацусиро (яп. 岡本勝四郎 Окамото Кацусиро:) — юноша из самурайской семьи, выбирающий путь ронина. Изначально очень идеализирует самураев, не отдавая себе отчёта, что кроме идей есть ещё и объективная реальность. Выбирая для себя этот Путь, не представлял, какими душевными терзаниями это для него обернётся. Только спустя некоторое время сможет принять мысль, что самурай — это убийца, и сможет хладнокровно, не впадая в боевое безумие, убивать других. Юноша на сложном этапе взросления, со всеми характерными для этого симптомами. Максимализм, нетерпимость… Романтик. Изначально — воин очень неопытный и непоследовательный.
Сэйю: Роми Паку
Кикутиё (яп. 菊千代 Кикутиё) — меха-самурай, по конструкции абсолютно отличающийся от Бандитов. Единственный из Семёрки, кто понимает, как живут крестьяне на самом деле, поскольку раньше сам был крестьянином. Становится самураем, чтобы суметь защитить тех, кто слаб и не может сделать этого самостоятельно. Полностью отсутствует понимание идейной составляющей Пути Самурая. Его Путь — Путь Защиты, не связанный с Бусидо. Экспрессивен, вспыльчив. Неуёмная жажда полезной деятельности. Порой может забывать о первоначальной цели. В бою полагается на силу и размах удара. Хороший исполнитель. Готов пожертвовать собой, не задумываясь об этом.
Сэйю: Кувата Конг
Катаяма Горобэй (яп. 片山五郎兵衛 Катаяма Горобэй) — самурай (в прошлом). По окончании Последней Войны становится бродячим трюкачом, зарабатывая этим на еду и кров. Любит пошутить сам и поддержать чужую шутку. Искренен в своём веселье, словно противопоставляя его миру кровавой реальности. Он не меньший самурай, чем остальные члены Семёрки — просто он идёт нестандартным Путём, не очевидным для остальных. В бою беспощаден, использует как простые фехтовальные приёмы, так и сложные трюки. Автоматически контролирует окружающую ситуацию, ощущая приближение опасности по лишь ему видному изменению в ауре мира. Погиб при обороне деревни Канна в бою с Бандитами.
Сэйю: Тэцу Инада
Кирара-жрица воды (яп. キララ) — юная девушка, отправившаяся по просьбе своих односельчан на поиски самураев, дабы покончить с тиранией бандитов. Сильна духом, однако эта сила зачастую оказывается главной проблемой для самураев. На руке носила небольшой кристаллик, который и позволял ей отбирать оных. «Запах сражений», что на самом деле означает — «твои руки по локоть в чужой крови». Дальше свой амулет она передаёт сестре Комати, по причине того, что «вода должна быть чистой», а она уже загрязнила своё сердце любовью к Камбэю, что совершенно не взаимно.
Ситиродзи (яп. 七郎次 Ситиро:дзи) — хозяин Гостиницы «Светлячок» в Весёлом Квартале Когакё. Состоит в гражданском браке с Юкино. В прошлом — напарник Камбэя, «верная жёнушка» (так на войне называли друга, делившего все тяготы и невзгоды самурайской жизни). Потерял в Войне левую руку, на место которой был впоследствии вживлён многофункциональный протез. Прекрасные пилотные навыки, вероятно — получил какое-то лётное образование. единственный из Семёрки, кто использует в бою не меч, его оружие — раскладывающийся кама-яри. Предпочитает обходить конфликты стороной, но при необходимости — не допустит жалости к врагу. Коммуникабелен, находит общий язык с любым человеком. С Камбэем понимают друг друга с полувзгляда. Прекрасные организаторские способности.
Сэйю: Тору Кусано.
Хаясида Хэйхати (яп. 林田平八 Хаясида Хэйхати) — молодой ронин. В прошлом — военный инженер. По окончании Последней Войны в мирной жизни найти себя не смог, странствует, зарабатывая на еду и кров колкой дров и, вероятно, ещё какой-то подобной работой. Любит возиться с техникой, в Семёрке — отвечает за технику и все связанные с ней вопросы. Впервые своими руками убивает только присоединившись к Камбэю, однако не испытывает таких душевных терзаний, как Кацусиро — осознаёт, что его Путь уже выбран. Неплохой воин, в бою не теряет контроля над ситуацией и там, где можно использовать не меч, а выдумку — применит её. Коммуникабелен, сохраняет дружеский нейтралитет в любой ситуации. На его лице практически всегда улыбка, что зачастую не соответствует его внутреннему состоянию.
Сэйю: Дзюндзи Инукай.
Кюдзо (яп. 久蔵 Кю:дзо:) — единственный самурай в Семёрке, кто реально может считаться достойным противником Камбэю. Боевой стиль: ниторю (бой двумя одинаковыми мечами). На начало сериала является наёмным телохранителем Аямаро. Свободолюбив, и того, кого сможет назвать господином, — выбирает сам. Идеальный воин, не знающий себе равных. Немногословен. Производит впечатление безразличного ледника, однако — множество эмоциональных оттенков молчания, взгляды, голос и действия его выдают. Информация о нём в сериале крайне скудна. Вопросы прошлого Кюдзо и его внутреннего мира являются по большей части глубоко спорными.
Сэйю: Синъитиро Мики.

## Аниме-сериал
| Список серий | Список серий                              | Список серий        |
| № серии      | Название серии                            | Трансляция в Японии |
| ------------ | ----------------------------------------- | ------------------- |
| 1            | Руби! «Kiru!» (斬る!)                     | 12 июня, 2004       |
| 2            | Ешь! «Kuu!» (喰う!)                       | 12 июня, 2004       |
| 3            | Не шутите! «Gojōdan o!» (ご冗談を!)       | July 10, 2004       |
| 4            | Готовься! «Mairu!» (参る!)                | 10 июля, 2004       |
| 5            | Не взыщи! «Osomatsu!» (お粗末!)           | 24 июля, 2004       |
| 6            | Доверь это мне! «Makasero!» (任せろ!)     | 24 июля, 2004       |
| 7            | Лечи! «Iyasu!» (癒す!)                    | 14 августа, 2004    |
| 8            | Злись! «Ikaru!» (怒る!)                   | 14 августа, 2004    |
| 9            | Разруби надвое! «Mapputatsu!» (真っ二つ!) | 28 августа, 2004    |
| 10           | Дойди! «Tsudou!» (集う!)                  | 28 августа, 2004    |
| 11           | Приходи! «Yatte Kita!» (やって来た!)      | 11 сентября, 2004   |
| 12           | Плачь! «Wameku!» (わめく!)                | 11 сентября, 2004   |
| 13           | Стреляй! «Utsu!» (撃つ!)                  | 25 сентября, 2004   |
| 14           | Буянь! «Abareru!» (暴れる!)               | 25 сентября, 2004   |
| 15           | Вымокни! «Zubunure!» (ずぶ濡れ!)          | 9 октября, 2004     |
| 16           | Умри! «Shisu!» (死す!)                    | 9 октября, 2004     |
| 17           | Коси! «Karu!» (刈る!)                     | 23 октября, 2004    |
| 18           | Пробирайся! «Moguru!» (潜る!)             | 23 октября, 2004    |
| 19           | Восстань! «Somuku!» (背く!)               | 13 ноября, 2004     |
| 20           | Переодевайся! «Kigaeru!» (着替える!)      | 13 ноября, 2004     |
| 21           | Не глупи! «Tawake!» (たわけ!)             | 27 ноября, 2004     |
| 22           | Дай пощёчину! «Hippataku!» (ひっぱたく!)  | 27 ноября, 2004     |
| 23           | Не лги! «Usotsuki!» (うそつき!)           | 11 декабря, 2004    |
| 24           | Обещай! «Chigiru!» (契る!)                | 11 декабря, 2004    |
| 25           | Падай! «Ochiru!» (堕ちる!)                | 25 декабря, 2004    |
| 26           | Сей! «Ueru!» (植える!)                    | 25 декабря, 2004    |